# Ксантакис, Иоаннис
Иоаннис Ксантакис (греч. Ιωάννης Ξανθάκης; 1904−1994) — греческий астроном.

## Биография
Родился в Гитионе, окончил Афинский университет. В 1924—1929 работал в Афинской обсерватории, в 1929—1931 — в Афинском университете, в 1931—1934 — в Страсбургской обсерватории (Франция), в 1940—1956 — профессор астрономии в университете в Салониках. С 1955 член Афинской академии (1955), её президент в 1964, с 1959 курировал академический Исследовательский центр астрономии и прикладной математики.

## Научная деятельность
Основные труды в области исследований солнечной активности и её влияния на земные процессы. Выполнил статистическое исследование вариаций различных индексов солнечной активности от цикла к циклу и внутри каждого цикла. В 1969 предложил новый индекс и изучил его связь с различными явлениями в хромосфере, короне и межпланетном пространстве. Изучил северно-южную асимметрию в солнечной активности. Исследовал связь между солнечной активностью и распределением осадков по широтным зонам Земли, температурой верхней и нижней атмосферы, частотой ветров. Ряд работ посвящён математическому анализу, позиционной астрономии, геодезии. Провёл большую работу по организации участия греческих ученых в космических исследованиях, с 1964 — президент Греческой национальной комиссии по космическим исследованиям. В 1957—1980 возглавлял Греческую национальную комиссию по астрономии и математике. Президент Греческого математического общества (1965—1972).
Автор четырёхтомного курса «Астрономия» (1949—1955), учебников по общей математике (1947) и теории вероятностей (1951).